# Bentleyville (Ohio)
Pour les articles homonymes, voir Bentleyville.
Bentleyville est une petite ville américaine, située dans le comté de Cuyahoga (État de l'Ohio) près de l'actuel Chagrin Falls. La ville a été fondée en 1831 par Adamson Bentley.

## Géographie
- Longitude : 81° 24' 47" Ouest
- Latitude : 41° 24' 49" Nord
- Superficie : 6,8 km² (2,6 mi²), dont environ 0,38 % de rivières et étendues d'eau

## Démographie
- Population : 864 hab. (recensement de 2010)

| Historique de la population | Historique de la population | Historique de la population | Historique de la population |
| Année                       | Pop.                        |                             | % ±                         |
| --------------------------- | --------------------------- | --------------------------- | --------------------------- |
| 1930                        | 83                          |                             | —                           |
| 1940                        | 117                         |                             | 41,0%                       |
| 1950                        | 152                         |                             | 29,9%                       |
| 1960                        | 301                         |                             | 98,0%                       |
| 1970                        | 338                         |                             | 12,3%                       |
| 1980                        | 381                         |                             | 12,7%                       |
| 1990                        | 674                         |                             | 76,9%                       |
| 2000                        | 947                         |                             | 40,5%                       |
| 2010                        | 864                         |                             | −8,8%                       |
| Est. 2018                   | 851                         |                             | −1,5%                       |
| U.S. Decennial Census       |                             |                             |                             |

## Maire
Depuis 2008, le maire de Bentleyville est Leonard Spremulli

## Célébrités
- Ray Anthony, trompettiste de jazz, né à Bentleyville le 20 janvier 1922
- Mark Shapiro, joueur de baseball et président de la Major League Baseball, résident

## Voir
- Site de la ville